# Koptský katolický patriarchát alexandrijský
Koptský katolický patriarchát alexandrijský (lat. Patriarchatus Alexandrinus Coptorum) je patriarchální sídlo koptské katolické církve. Patriarcha má pravomoc nade všemi koptskými křesťany sjednocenými s Římem na světě, koptské katolické diecéze jsou však pouze v Egyptě.

## Historie
V roce 1724 se koptský biskup v Jeruzalémě Amba Athanasios obrátil ke katolicismu a papež Benedikt XIV. jej jmenoval apoštolským vikářem malé koptské katolické komunity (měla asi 2 000 věřících). I když se později Athanasios vrátil opět do Koptské církve, Řím ve jmenování apoštolských vikářů pokračoval a v roce 1815 byl tento apoštolský vikariát pozvednut na biskupský titul. V roce 1824 papež Lev XII. zřídil koptský katolický patriarchát alexandrijský, který po smrti prvního patriarchy Maxima zůstal pouze na papíře, protože byli jmenováni opět pouze apoštolští vikáři patriarchátu.
V roce 1895 jmenoval papež Lev XIII. vikářem Georgia Macaria, který přijal jméno Cyril a který ihned po svém zvolení přivedl do Říma pouť katolických koptů, žádajících papeže o vytvoření patriarchátu. Lev XIII. jejich prosbě vyhověl a 26. listopadu 1895 patriarchát zřídil. Patriarchát se skládal z patriarchální eparchie, jejíž sídlo bylo v Káhiře a dvou sufragánních eparchií (Minjá a Luxor) a v době svého vzniku měl asi 5 000 věřících. Aby měl patriarchát své zákonodárství, byl v roce 1898 slaven v Káhiře synod, jehož výsledky byly schváleny Římem. V roce 1907 měl patriarchát již 14 576 věřících, v roce 1959 asi 80 000, dnes má zhruba 210 000 věřících.
Biskup Cyril, jmenovaný prvním patriarchou v konzistoři 19. června 1899, začal mít posléze problémy, v roce 1908 podal demisi a vrátil se do koptské pravoslavné církve. Patriarcha pak byl jmenován až v roce 1947, do té toby patriarchát spravovali apoštolští administrátoři. Počet eparchií patriarchátu byl rozšířen v roce 1947 o Asjút, na začátku 80. let o Suhag a Ismá'ílíji a konečně v roce 2003 o Gízu, takže má nyní 7 eparchií.

## Patriarchální eparchie alexandrijská
Alexandrijská koptská eparchie (Eparchia Alexandrina Coptorum) je jednou z těchto sedmi eparchií a je vlastní eparchií patriarchy. Její katedrálou je kostel Panny Marie Egyptské v Alexandrii. Je rozdělena do 32 farností a kromě patriarchy v ní působí dva světící biskupové. V roce 2009 měla 28 345 věřících a 66 kněží.